# Rochetoirin
Rochetoirin est une commune française située dans le département de l'Isère, en région Auvergne-Rhône-Alpes.
La commune est plus précisément située dans le nord de ce département et dans la partie occidentale de la petite agglomération de La Tour-du-Pin, laquelle se place approximativement à égale distance des agglomérations de Lyon, située au nord-ouest, de Grenoble, située au sud, et de Chambéry, située à l'est.
Rochetoirin est adhérente à la communauté de communes Les Vals du Dauphiné depuis le 1er janvier 2017.
Ses habitants sont dénommés les Rochetoirinois.

## Géographie

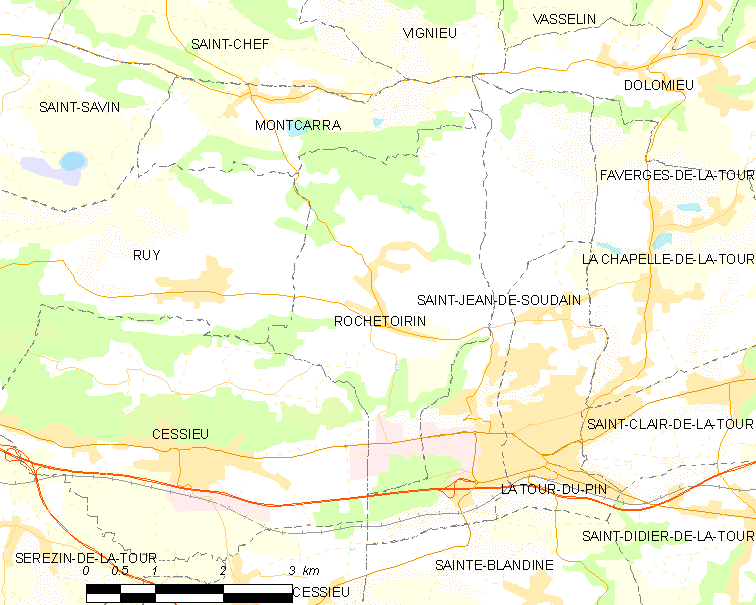
Plan de Rochetoirin et des communes limitrophes

### Situation et description
Rochetoirin est une commune française située dans la région Auvergne-Rhône-Alpe et plus précisément dans la partie septentrionale du département de l'Isère, dans le canton de La Tour-du-Pin et la communauté de communes Les Vals du Dauphiné.

### Géologie
Le territoire de Rochetoirin se situe sur les hauteurs qui dominent la vallée de la Bourbre et donc entre la plaine de Lyon et la bordure occidentale du plateau du Bas-Dauphiné qui recouvre toute la partie iséroise où il n'y a pas de massifs montagneux. Ce plateau se confond en grande partie avec la micro-région du Nord-Isère, région naturelle qui est composée essentiellement de collines de basse ou moyenne altitude et des longues vallées et plaines.

### Climat
Pour des articles plus généraux, voir Climat d'Auvergne-Rhône-Alpes et Climat de l'Isère.
En 2010, le climat de la commune est de type climat océanique altéré, selon une étude du Centre national de la recherche scientifique s'appuyant sur une série de données couvrant la période 1971-2000. En 2020, Météo-France publie une typologie des climats de la France métropolitaine dans laquelle la commune est exposée à un climat de montagne ou de marges de montagne et est dans la région climatique  Alpes du nord, caractérisée par une pluviométrie annuelle de 1 200 à 1 500 mm, irrégulièrement répartie en été. 
Pour la période 1971-2000, la température annuelle moyenne est de 10,6 °C, avec une amplitude thermique annuelle de 17,6 °C. Le cumul annuel moyen de précipitations est de 1 206 mm, avec 10,3 jours de précipitations en janvier et 7,1 jours en juillet. Pour la période 1991-2020, la température moyenne annuelle observée sur la station météorologique de Météo-France la plus proche, « Bourgoin », sur la commune de Bourgoin-Jallieu à 11 km à vol d'oiseau, est de 12,4 °C et le cumul annuel moyen de précipitations est de 844,0 mm,. Pour l'avenir, les paramètres climatiques de la commune estimés pour 2050 selon différents scénarios d'émission de gaz à effet de serre sont consultables sur un site dédié publié par Météo-France en novembre 2022.

### Hydrographie
Le territoire de la commune de Rochetoirin est traversé dans sa partie méridionale par la Bourbre canalisée, un affluent direct en rive gauche du Rhône, d'une longueur de 72,2 km. Il est également traversé dans sa partie septentrional par le ruisseau de l'Enfer qui rejoint l'étang de Cole, situé dans la commune voisine de Montcarra.

### Voies de communication
La route départementale 1 006 (RD 1006) qui correspond à l'ancienne RN 6, reclassé en route départementale relie la commune avec les communes de Bourgoin-Jallieu La Tour-du-Pin et de Pont-de-Beauvoisin.

## Urbanisme

### Typologie
Au 1er janvier 2024, Rochetoirin est catégorisée commune rurale à habitat dispersé, selon la nouvelle grille communale de densité à sept niveaux définie par l'Insee en 2022.
Elle est située hors unité urbaine. Par ailleurs la commune fait partie de l'aire d'attraction de Lyon, dont elle est une commune de la couronne,. Cette aire, qui regroupe 397 communes, est catégorisée dans les aires de 700 000 habitants ou plus (hors Paris),.

### Occupation des sols
L'occupation des sols de la commune, telle qu'elle ressort de la base de données européenne d’occupation biophysique des sols Corine Land Cover (CLC), est marquée par l'importance des territoires agricoles (64,6 % en 2018), en diminution par rapport à 1990 (67,1 %). La répartition détaillée en 2018 est la suivante : 
zones agricoles hétérogènes (45,6 %), forêts (24,8 %), prairies (14,2 %), zones urbanisées (6,7 %), terres arables (4,8 %), zones industrielles ou commerciales et réseaux de communication (3,9 %). L'évolution de l’occupation des sols de la commune et de ses infrastructures peut être observée sur les différentes représentations cartographiques du territoire : la carte de Cassini (XVIIIe siècle), la carte d'état-major (1820-1866) et les cartes ou photos aériennes de l'IGN pour la période actuelle (1950 à aujourd'hui).

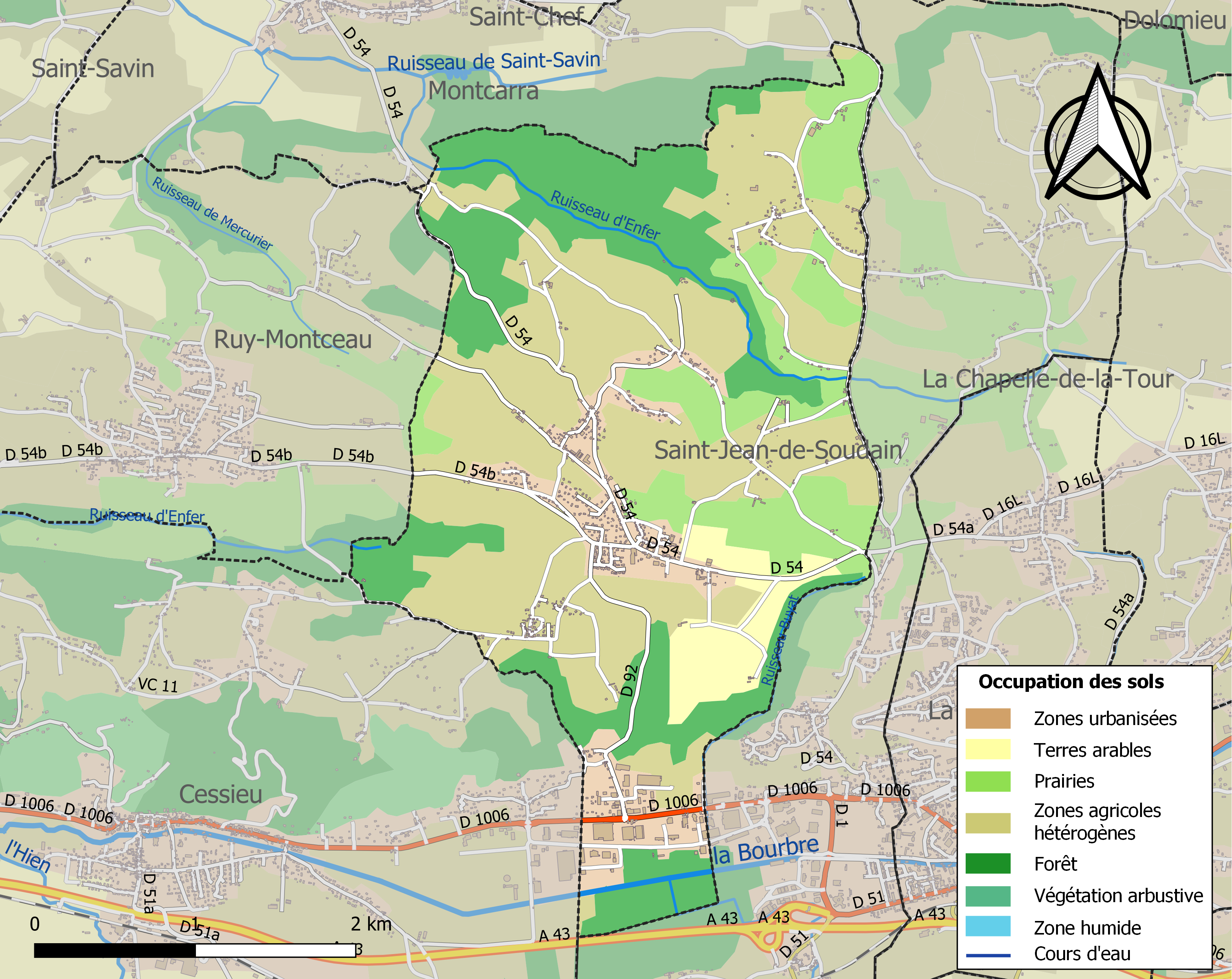
Carte des infrastructures et de l'occupation des sols de la commune en 2018 (CLC).

### Risques naturels et technologiques

#### Risques sismiques
L'ensemble du territoire de la commune de Rochetorin est situé en zone de sismicité n°3 (sur une échelle de 1 à 5), comme la plupart des communes de son secteur géographique.
| Type de zone | Niveau            | Définitions (bâtiment à risque normal) |
| ------------ | ----------------- | -------------------------------------- |
| Zone 3       | Sismicité modérée | accélération = 1,1 m/s2                |

## Histoire
Les parutions dans le Bulletin Municipal ont concerné les hameaux suivants :
1997 : la Mitagnière avec Mme Marcelle Bruyère.
1998 : Reculefort avec Auguste Moine.
1999 : le Grand Bois du Mile avec Cyprien Bourgey.
2000 : Souvenirs de Résistants avec Olivier Romanello.
2001 : Vernavent avec quatre personnes qui ont préféré garder l’anonymat.
2002 : Les deux âges de Cornu.
Récits relatés par M. P. Muzard

## Politique et administration

### Liste des maires
| Période                                  | Période  | Identité                | Étiquette | Qualité                        |
| ---------------------------------------- | -------- | ----------------------- | --------- | ------------------------------ |
|                                          | 2001     | Roger Annequin          | UDF-CDS   | Conseiller général (1994-2001) |
| mars 2001                                | En cours | Marie-Christine Frachon | DVD       | Fonctionnaire                  |
| Les données manquantes sont à compléter. |          |                         |           |                                |

### Jumelage
La commune est jumelée avec la commune alsacienne d'Aspach-le-Haut.

## Population et société

### Démographie
L'évolution du nombre d'habitants est connue à travers les recensements de la population effectués dans la commune depuis 1800. Pour les communes de moins de 10 000 habitants, une enquête de recensement portant sur toute la population est réalisée tous les cinq ans, les populations de référence des années intermédiaires étant quant à elles estimées par interpolation ou extrapolation. Pour la commune, le premier recensement exhaustif entrant dans le cadre du nouveau dispositif a été réalisé en 2006.

En 2022, la commune comptait 1 102 habitants, en évolution de −1,96 % par rapport à 2016 (Isère : +3,07 %, France hors Mayotte : +2,11 %).
| 1800 | 1806 | 1821 | 1831  | 1836 | 1841 | 1846  | 1851  | 1856 |
| ---- | ---- | ---- | ----- | ---- | ---- | ----- | ----- | ---- |
| 526  | 901  | 895  | 1 020 | 930  | 971  | 1 006 | 1 004 | 891  |

| 1861 | 1866 | 1872 | 1876 | 1881 | 1886 | 1891 | 1896 | 1901 |
| ---- | ---- | ---- | ---- | ---- | ---- | ---- | ---- | ---- |
| 863  | 890  | 827  | 812  | 822  | 790  | 733  | 693  | 663  |

| 1906 | 1911 | 1921 | 1926 | 1931 | 1936 | 1946 | 1954 | 1962 |
| ---- | ---- | ---- | ---- | ---- | ---- | ---- | ---- | ---- |
| 635  | 621  | 568  | 535  | 519  | 442  | 401  | 378  | 388  |

| 1968 | 1975 | 1982 | 1990 | 1999 | 2006 | 2011  | 2016  | 2021  |
| ---- | ---- | ---- | ---- | ---- | ---- | ----- | ----- | ----- |
| 361  | 384  | 518  | 671  | 863  | 980  | 1 057 | 1 124 | 1 098 |

| 2022  | - | - | - | - | - | - | - | - |
| ----- | - | - | - | - | - | - | - | - |
| 1 102 | - | - | - | - | - | - | - | - |

### Enseignement
La commune est rattachée à l'académie de Grenoble.

### Équipement et clubs Sportifs
L'équipe de football est  l'Olympique Rochetoirinois.

### Médias
Historiquement, le quotidien à grand tirage Le Dauphiné libéré consacre, chaque jour, y compris le dimanche, dans son édition du Nord-Isère, un ou plusieurs articles à l'actualité du canton et de l'agglomération turipinoise, ainsi que des informations sur les éventuelles manifestations locales, les travaux routiers, et autres événements divers à caractère local.

### Cultes
La communauté catholique et l'église de Rochetoirin (propriété de la commune) dépendent de la paroisse Sainte-Anne qui est, elle-même, rattachée au diocèse de Grenoble-Vienne.

## Culture et patrimoine

### Lieux et monuments

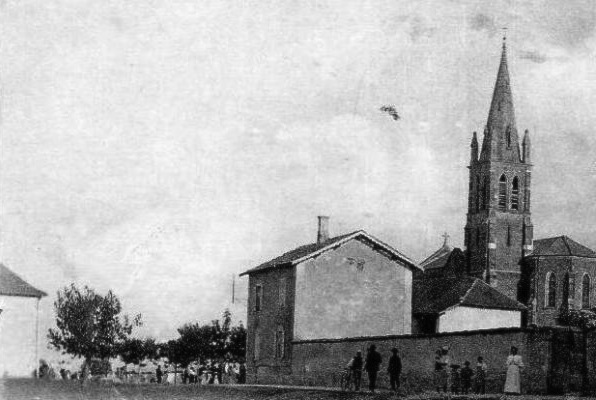
L'église au début du XXe siècle.

- Vestiges du château de Romanèche

Un premier château est cité au XIe siècle dans le cartulaire de l'archevêché de Vienne, avec Drogon de Romanèche en 1090 ; il est ruiné au XVe siècle. Il n'en subsiste aujourd'hui plus qu'une tour, le mur de l'est et quelques pans de murs de soutènement. Des fouilles réalisées à la fin du XIXe siècle ont révélé l'existence de constructions gallo-romaines dans la partie basse, sous la tour actuelle.
- Église paroissiale Saint-Étienne de Rochetoirin

## Héraldique
| Blason à dessiner | Blason  | De gueules à la bande d'or chargée d'une bande de sinople surchargée de l'inscription « ROCHETOIRIN » en lettres capitales de sable* posées à plomb, accompagnée en chef d'une tête de loup arrachée d'or et en pointe du château du lieu [château de Romanèche] du même environné d'ombres d'arbres et de buissons* Il y a là non-respect de la règle de contrariété des couleurs : ces armes sont fautives (Sable sur sinople).. |
| Blason à dessiner | Détails | Site Internet de la commune, 2024. |